# 青溪

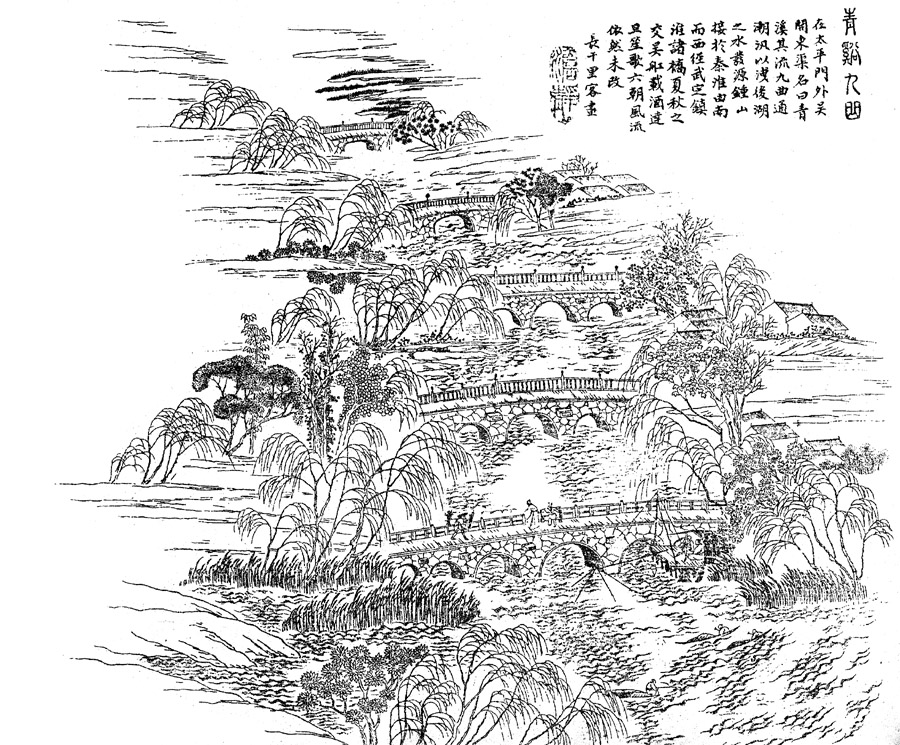
青溪九曲

青溪又名东渠，是南京市的河流。原为自然河道，东吴时开凿为人工河道，今多数河段已湮没，仅存自内桥至淮清桥的一段溪流。

## 历史
原为自然河流，发源于钟山天堡城南坡，积水形成燕雀湖，注入秦淮河。东吴时开凿，北接潮沟，名为东渠或青溪。东晋时与玄武湖挖通，使青溪水量增加，“阔五丈，深八尺”。隋唐时期城内水道逐渐淤塞。五代时杨溥将城外青溪（外青溪）引入杨吴城濠，南唐时将城内青溪（内青溪）引入护龙河，并将青溪下游与运渎连为一体，形成中秦淮。南宋末年，知府马光祖疏浚青溪，重修桥梁，但内青溪均湮塞。明代城墙阻断了青溪与玄武湖的连接，燕雀湖也因修建明故宫而被填埋，残余部分形成前湖和琵琶湖；内青溪部分河流萎缩为水塘。清代内青溪仅剩中秦淮东段。1949年后，内青溪水塘被陆续填埋，现仅存自内桥至淮清桥的一段溪流。